# 아니에르 가르시아
아니에르 옥타비오 가르시아 오르티스(스페인어: Anier Octavio García Ortiz, 1976년 3월 9일~)는 쿠바의 전직 육상 선수로 주 종목은 허들 경주이다. 2000년 하계 올림픽 110m 허들 종목에서 금메달을 획득했다.

## 경력
산티아고데쿠바에서 태어났다. 1995년 칠레의 산티아고에서 열린 1995년 팬아메리카 주니어 선수권 대회를 우승했다. 이듬해 애틀랜타에서 열린 1996년 올림픽에서는 준준결승전에서 탈락하고 말았다.
1997년 파리에서 열린 세계 실내 선수권 대회에서 60m 허들을 우승하면서 국제 장면에 난입된 그는 불행하게도 그해에 아테네에서 열린 세계 육상 선수권 대회에서 부상을 당하면서 출전하여 준준결승전에서 2위를 하였지만 준결승전에서 물러나고 말았다.
1999년 팬아메리칸 게임에서 우승하였으나, 세비야에서 열린 세계 육상 선수권 대회에서는 콜린 잭슨에게 패하여 2위를 하였다.
시드니 올림픽에서 그의 경력이 고단 최고점에 도달하였다. 결승전은 톱 5의 허들 선수들 사이에 단단한 시합으로 기대되었으나 가르시아는 테런스 트래멀을 0.16초 차이로 꺾고 쉽게 금메달을 획득하였다.
2001년 세계 육상 선수권 대회에서 다시 2위를 하고, 2회의 세계 실내 선수권 은메달(2001, 2003)을 획득하였다.
허벅지 부상으로 인하여 2003년 세계 육상 선수권 대회에 나가지 못하다가, 이듬해 아테네 올림픽에서 동메달을 따냈다.